# アンドリュー・H・フット
アンドリュー・ハル・フット（英:Andrew Hull Foote、1806年9月12日-1863年6月26日）は、アメリカ海軍の提督であり南北戦争に従軍した。

## 伝記
フットはコネチカット州ニューヘイブンで、アメリカ合衆国上院議員のサミュエル・オーガスタス・フットの息子として生まれた。初めはニューヨーク州ウェストポイントの陸軍士官学校の入学資格を認められ1822年に入学した。6ヵ月後、陸軍での経歴よりも船乗りの方が面白いと決断し、士官学校を退学して1822年12月4日、アメリカ海軍の士官候補生としての指名を受けた。
1822年から1843年の間、フットはカリブ海、太平洋および地中海、さらにフィラデルフィア海軍造船所での任務に就いた。フットは改革論者でもあり、USSカンバーランドの艦上で禁酒協会を組織し、海軍水兵にグロッグを配給する政策を止めさせることになる運動に発展させた。
1849年から1851年の間、USSペリーを指揮しアフリカ海岸沖の水域を巡航した。そこでは奴隷貿易を抑止する活動を行った。この経験から奴隷制度廃止論に傾倒することになり、1854年には反奴隷制の小冊子『アフリカとアメリカの旗』を出版した。また奴隷制廃止論者の集まりではしばしば演説を行った。
1851年から1856年、サミュエル・フランシス・デュポン提督が創設したアメリカ海軍効率化委員会を含み、様々な陸上での勤務に就いた。
1856年、海軍中佐に昇進し、11月20日から21日に東インド戦隊のUSSポーツマスの指揮を執った。この任務の時に、第二次アヘン戦争下にあった広東に対するイギリス軍の行動を監視する任務を与えられたが、これが中国の海岸砲台から攻撃される結果になった。フットはその報復として上陸部隊を率い、広東の防塞を占領した。
1858年にはアメリカ本土に戻り、ニューヨーク市ブルックリン区のブルックリン海軍工廠で指揮を執り、この職を南北戦争開戦まで続けた。
1861年8月30日から1862年5月9日まで、ミシシッピ川戦隊を指揮し、ヘンリー砦やドネルソン砦、およびアイランドNo.10の占領の時に砲艦戦隊を組織して率い、功績を挙げた。これら3つの戦いでの行動に対し連邦議会から感謝状を受けた。ドネルソン砦のときに負傷し、1862年7月16日には海軍少将に昇進した。1863年、チャールストン港外での任務で南大西洋封鎖戦隊の指揮を執りに向かう途中、ニューヨーク市で死んだ。ニューヘイブンのグラブ通り墓地に埋葬されている。

## 記念
アメリカ海軍の3隻の艦船がUSSフットと名付けられた。南北戦争の時のポトマック川沿いにあるフット砦は現在国立公園となっているが、フットに因んで名付けられたものである。